# Anna Sfard
Anna Sfard (* 1949) ist eine Mathematikdidaktikerin und Lerntheoretikerin und emeritierte Professorin für Mathematikdidaktik an der Universität Haifa, Israel. Sie beschäftigt sich vor allem mit dem mathematischen Denken, zu dem sie eine umfassende Theorie entwickelt hat, die Denken als Kommunikation interpretiert. Sowohl ihre theoretischen Beiträge als auch ihre empirischen Untersuchungen werden breit wahrgenommen.

## Leben
Anna Sfard ist eine von drei Töchtern der polnisch-britischen Schriftstellerin Janina Bauman (1926–2009) und des polnisch-britischen Soziologen und Philosophen Zygmunt Bauman (1925–2017). Sie wurde in Polen geboren. Dort begann sie 1967 ein Physikstudium an der Universität Warschau in Polen, verließ dann gemeinsam mit ihren Eltern und Schwestern Polen und siedelte nach Israel über. Ihre Eltern gingen später nach Leeds, England.

## Werdegang
Anna Sfard erlangte 1972 einen B.Sc. in Mathematik und Physik (1972) an der Hebräischen Universität Jerusalem, Israel, und ebendort im Jahr 1977 auch ihren M.Sc. in Mathematik. Sie promovierte 1988 in der Mathematikdidaktik an der Hebräischen Universität Jerusalem, Israel. 1995 wurde sie zur Professorin für Mathematikdidaktik an der Universität Haifa, Israel, berufen. Von 2003 bis 2007 war sie Lappan-Phillips-Fitzgerald-Professorin für Mathematikdidaktik an der Michigan State University, Michigan, USA, und von 2007 bis 2009 Chair of Mathematics Education am Institute of Education der University of London, England. Von 2008 bis 2016 war sie dort auch Gastprofessorin.

## Arbeitsschwerpunkte
Anna Sfards Arbeitsschwerpunkt ist die Beziehung zwischen Denken und Kommunikation, die sie sowohl für spezielle Felder wie die Mathematik als auch im Allgemeinen untersucht. Sfard nimmt mit dem Philosophen Ludwig Wittgenstein und dem Sprachpsychologen Lev S. Vygotskij an, dass Denken und Kommunikation untrennbar miteinander verbunden sind: Diskursivität ist ein Grundmerkmal des menschlichen Denkens. Diese Bezüge arbeitet sie in theoretisch tiefgründiger und origineller Weise für mathematisches Denken und Lernen aus.

Sie hat einen eigenständigen Ansatz zur Beschreibung mathematischen Denkens entwickelt, der um etwas kreist, das sie Kommognition nennt (ein Kunstwort auf Kommunikation und Kognition). 
Kommognition, ein Kunstwort aus Kommunikation und Kognition, ist der Kernbegriff eines Lernansatzes, der auf der Annahme beruht, dass Denken sinnvollerweise als Kommunikation mit sich selbst begriffen werden kann. Dieser Grundgedanke steht im Gegensatz zur berühmten cartesianischen Trennung zwischen dem Körperlichen und dem Geistigen. Nach der aus dem kommognitiven Ansatz resultierenden nicht-dualistischen Sichtweise auf menschliche Kognition ist die Mathematik ein historisch gewachsener Diskurs, und Mathematik zu lernen bedeutet, an dieser besonderen Form der Kommunikation teilzuhaben. Die Grundannahme über das Denken als Kommunikation hat mehrere Konsequenzen, die sich zu einer umfassenden nicht-dualistischen Theorie des Lernens verbinden. (eigene Übersetzung) 
Ihre einflussreichen Veröffentlichungen zur Mathematikdidaktik begannen mit Untersuchungen zur Rolle von Verdinglichung („reification“) im Mathematiklernen. Sfard interessiert sich auch für die Rolle von Metaphern beim Lernen, etwa die metaphorischen Grundlagen von Lernverständnissen oder Metaphern in der Mathematik, die einen engen Bezug zur Verdinglichung haben. Diese Untersuchungen erweiterte sie zu einem Fokus auf die Rolle von Diskursen oder Diskursivität für Mathematiklernen.

## Werke (Auswahl)
- Sfard, Anna (Hg.). (2012). Developing mathematical discourse: Some insights from communicational research. Special Issue of The International Journal of Educational Research, 51-52.
- Sfard, Anna (2008). Thinking as communicating: Human development, the growth of discourses, and mathematizing. Cambridge: Cambridge University Press.
- Sfard, Anna (1998). On two metaphors for learning and the dangers of choosing just one, Educational Researcher, 27(2), 4–13.
- Sfard, Anna & McClain, Kay (Hg.) (2002). Learning tools: Perspectives on the role of designed artifacts in mathematics learning. Mahwah, NJ: Laurence Erlbaum Associates
- Kieran, Carolyn, Forman, Ellice & Sfard, Anna (Hg.) (2002). Learning discourse: Discursive approaches to research in mathematics education. Dordrecht: Spinger Netherlands.

## Preise und Auszeichnungen
- 2023: Internationales Mitglied der American Academy of Arts and Sciences[12]
- 2021: Internationales Mitglied der National Academy of Education (NAEd)[13]
- 2015: Fellow der American Educational Research Association[14]
- 2007: Hans-Freudenthal-Medaille[15]